# Horace Silver and the Jazz Messengers
Albums de Horace Silver, Jazz Messengers
Horace Silver Trio and Art Blakey-Sabu
(1955) Silver's Blue
(1956)
Horace Silver and the Jazz Messengers est un album du pianiste de jazz Horace Silver et des Jazz Messengers sorti en 1956. Il s'agit du premier album sorti sous le nom des Jazz Messengers. Cet album a une importance historique dans le développement du style hard bop,. Le journaliste de jazz Scott Yanow le considère comme un "véritable classique".

## Liste des titres
Toute la musique est composée par Horace Silver sauf indication contraire.
| No | Titre                  | Musique     | Durée |
| -- | ---------------------- | ----------- | ----- |
| 1. | Room 608               |             | 5:22  |
| 2. | Creepin' In            |             | 7:26  |
| 3. | Stop Time              |             | 4:07  |
| 4. | To Whom It May Concern |             | 5:11  |
| 5. | Hippy                  |             | 5:23  |
| 6. | The Preacher           |             | 4:18  |
| 7. | Hankerin'              | Hank Mobley | 5:18  |
| 8. | Doodlin'               |             | 6:45  |

## Musiciens
- Horace Silver - piano
- Kenny Dorham - trompette
- Hank Mobley - saxophone ténor
- Doug Watkins - contrebasse
- Art Blakey - batterie